# Sempt
Die Sempt ist ein selbst etwa 46 km, zusammen mit dem längeren ihrer beiden Oberläufe etwa 55 km langer rechter Nebenfluss der Isar, der zwischen Moosburg und Landshut in den Mittlere-Isar-Kanal mündet.

## Name
Im Jahr 788 („ad Samitun“) wurde das Gewässer zum ersten Mal urkundlich erwähnt. Vermutlich leitet sich der Name vom urkeltischen Verb *sem- für „gießen“ ab.

## Geographie

### Verlauf

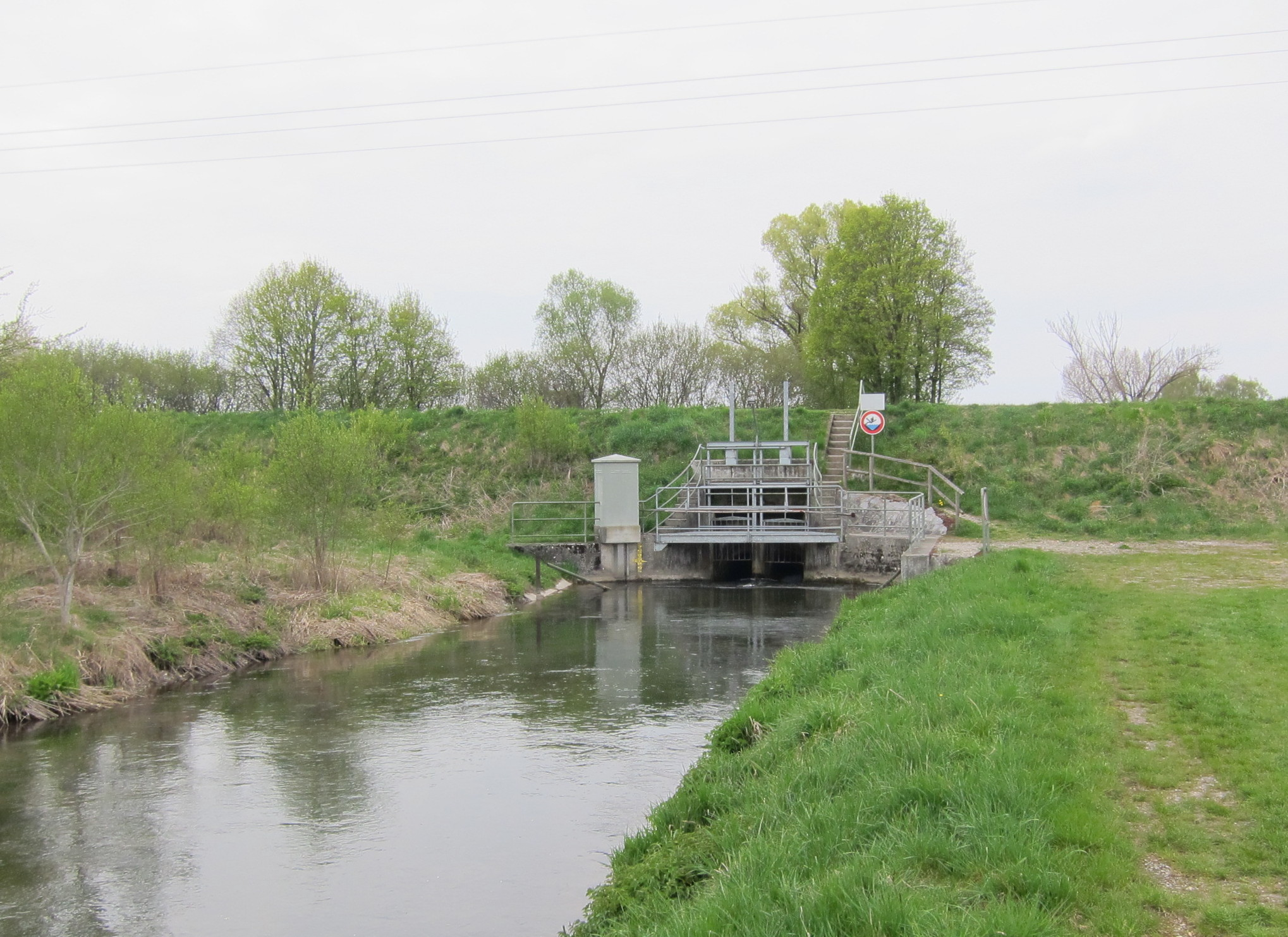
Erste Unterführung der Sempt unter dem Mittlere-Isar-Kanal bei Berglern

Die Sempt entsteht bei Ottenhofen aus dem Zusammenfluss der Anzinger Sempt und der kürzeren Forstinninger Sempt. Sie wird stark durch Grundwasser aus der Schotterebene gespeist, so dass sie im Sommer relativ kühl mit selten über 17 °C ist, dafür gefriert sie im Winter nicht.
Der wichtigste Nebenfluss ist die bei Moosburg einmündende Strogen. Bei Wörth mündet die Schwillach in die Sempt. Bei Berglern wird die Sempt unter dem Mittlere-Isar-Kanal hindurchgeführt und mündet in diesen zwischen dem Ausgleichsweiher und dem Echinger Stausee.
Wichtige Orte an der Sempt sind Markt Schwaben, Erding, Langenpreising, Moosburg und Eching bei Landshut. Der mittlere Jahresabfluss beträgt etwa 2,39 m³/s.

### Zuflüsse und Abzweige

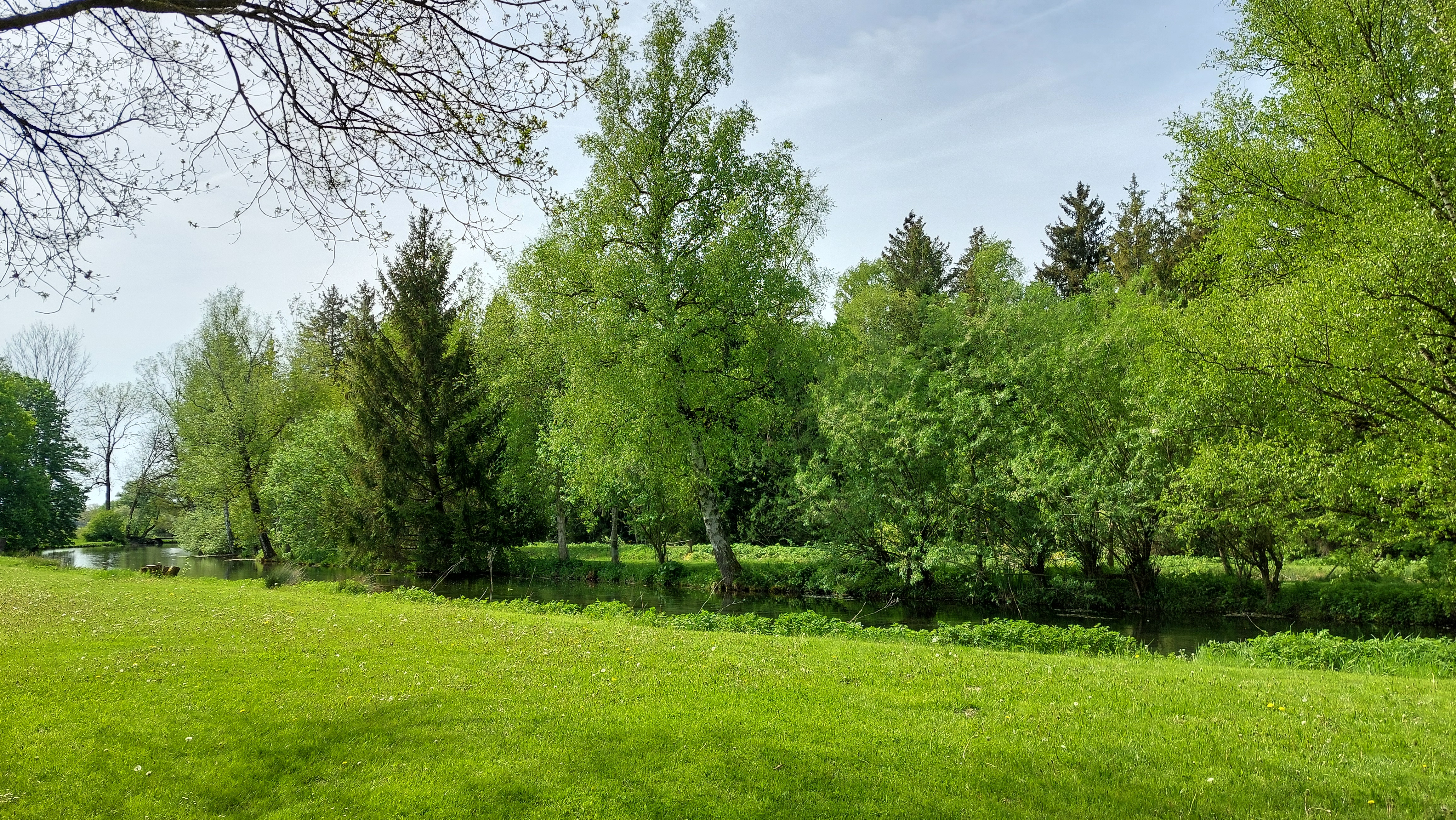
Forstinninger Sempt

Hierarchische Liste einer Auswahl der Zuflüsse, jeweils vom Ursprung bis zur Mündung. Längen und Einzugsgebiete nach dem amtlichen Gewässerverzeichnis, Höhen nach der amtlichen topographischen Karte. (Auswahl):
Zusammenfluss der Sempt aus ihren beiden Oberläufen auf 478 m ü. NHN bei Ottenhofen
- Anzinger Sempt, linker Oberlauf, 8,9 km und 116,1 km²
  - Schwarzgraben, von links aus dem Schwabener Moos
  - Henningbach, von links aus Markt Schwaben[8]
    - Lindacher Bach, von links[8]
    - Hennabach, von links[8]
      - Poinger Graben, von rechts[8]

    - Gigginger Bach oder Gigginger Graben, von links kurz vor Markt Schwaben[8]
    - Bach aus dem Burgerfeld, Markt Schwaben, von links[8]
    - Bach aus Feichten, von links[8]
    - Kirchweiherablauf, von rechts[8]

  - Fehlbach, nach und von rechts bei der Sägmühle
  - Schleebach, von links bei Ottenhofen
    - Wiesengraben, von links in Ottenhofen
- Forstinniger Sempt, rechter Oberlauf, 5,4 km und 50,6 km²
  - Erlbach, von rechts nach Herdweg
- Wiflinger Graben, von links bei Wörth-Wifling,
- Passiert den Wörther Weiher rechts am Lauf,
- Lupperger Graben, von links,
- Schwillach, von rechts auf 478 m ü. NHN[1] nahe bei Wörth, 11,9 km und 63,6 km²,
  - Lohgraben, von links gegenüber Poigenberg
  - Hirschbach, von links gegenüber Poigenberg
  - Kultnergraben, von links gegenüber Poigenberg
  - Moosgraben, von links nach Maiszagel
- Kronbergbach, von rechts auf 478 m ü. NHN[1] vor Wörth-Niederwörth,
- Moosgraben, von links gegenüber Niederwörth,
- Moosgraben, von links vor Erding-Pretzen,
- → (Abgang des Eittinger Fehlbachs), nach links auf etwa 460 m ü. NHN in Erding; mündet bei Eitting in den Mittlere-Isar-Kanal, ein rechter Abzweig (Saubach) von ihm speist unter diesem hindurch den Sempt-Flutkanal,
- Unterquert bei Berglern auf etwa 432 m ü. NHN nordwärts den Mittlere-Isar-Kanal,
- Einseegraben, von rechts bei Langenpreising-Deutlmoos,
- Strogen, von rechts auf etwa 415 m ü. NHN bei Moosburg an der Isar-Troll, 39,9 km und 147,0 km²
  - (Zuflüsse und Abgänge im Artikel)
- Strogen-Kanal, von rechts auf etwa 414 m ü. NHN bei Moosburg-Moos, 3,0 km, und 3,3 km²
- Unterquert bei Moos auf etwa 413 m ü. NHN nordostwärts den Mittlere-Isar-Kanal
- → (Abgang der Kleinen Sempt), nach rechts auf etwa 407 m ü. NHN,[2] nach Eching-Haselfurth; diese ist 3,8 km lang und hat vor allem über ihre Zuflüsse ein 21,4 km großes Einzugsgebiet, sie mündet bei Eching-Weixerau abwärts der Sempt selbst in den Echinger Stausee im Laufe des Mittlere-Isar-Kanals.

Mündung der Sempt auf etwa 401 m ü. NHN von rechts bei Wang-Volkmannsdorferau in den Mittlere-Isar-Kanal. Die Sempt ist selbst 46,2 km lang, zusammen mit dem längeren ihrer beiden Oberläufe 55,2 km, und hat ein 442,3 km² großes Einzugsgebiet.

### Abzweige
In Erding zweigt der Eittinger Fehlbach von der Sempt ab. Sempt im Osten und Fehlbach im Westen bildeten einst einen fast geschlossenen natürlichen Wassergraben um die Altstadt von Erding. Der Fehlbach mündet bei Eitting von rechts in den Mittlere-Isar-Kanal; der Saubach genannte Abzweig von ihm kurz vor Eitting wird bei Berglern unter dem Mittlere-Isar-Kanal hindurch in den Sempt-Flutkanal geleitet, der in die Isar mündet.
Kurz vor dem Semptmündung geht beim Echinger Ort Haselfurth die Kleine Sempt ab. Sie mündet nach weniger als 4 km langem Lauf abwärts der Sempt selbst ebenfalls in den Mittlere-Isar-Kanal, der dort zum Echinger Stausee angestaut ist.

## Ökologie und Wasserqualität

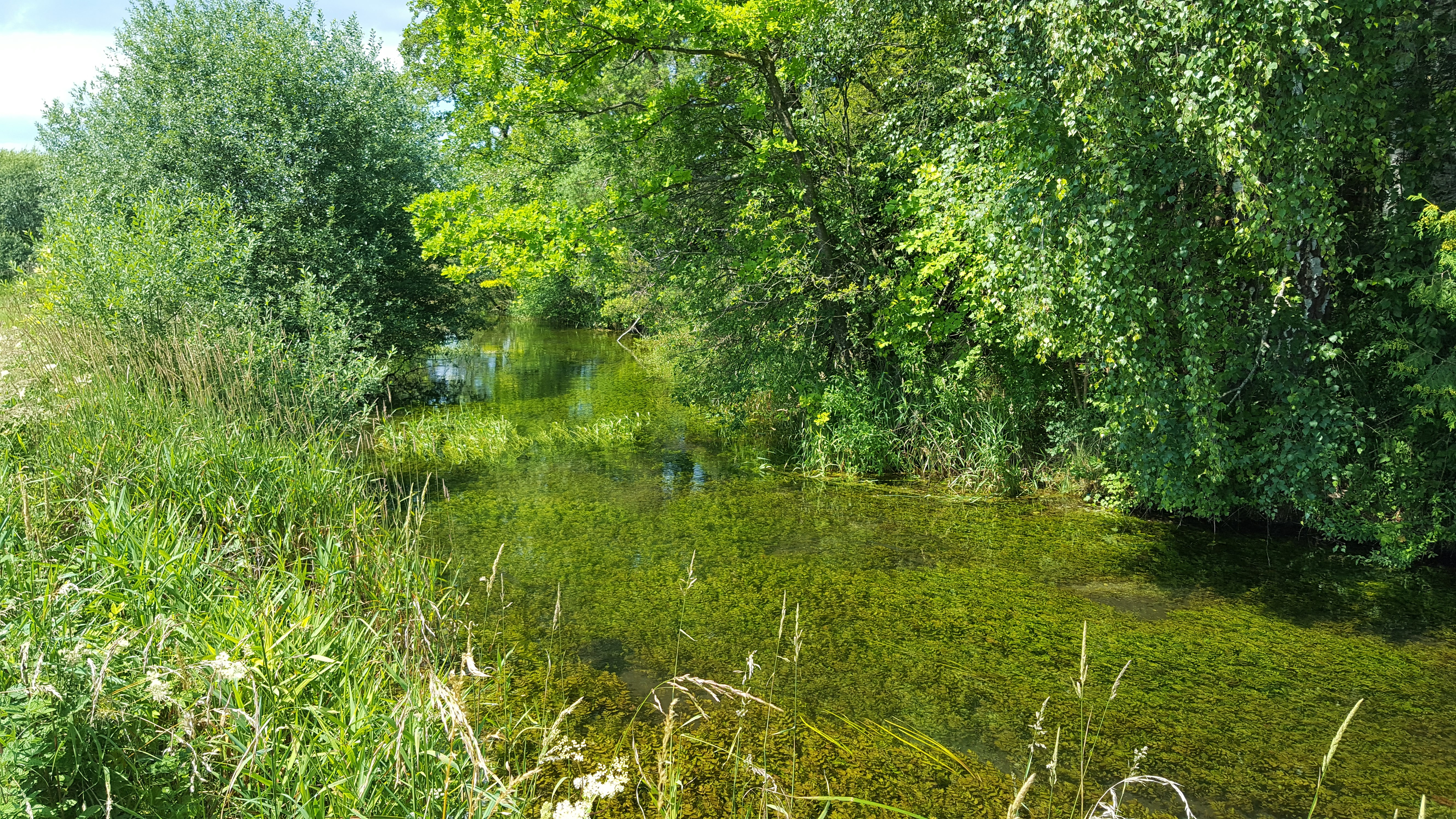
Anzinger Sempt südlich von Markt Schwaben

Das Einzugsgebiet der Sempt wird hauptsächlich landwirtschaftlich genutzt, was zum Eintrag von abgetragenem Oberboden und Nährstoffen führt. Das zeigt sich auch bei der Zusammensetzung der Wasserpflanzen und Kieselalgen. Für Fische ist die Sempt kein guter Lebensraum, nicht nur wegen der vielen Querbauten, die ihre Wanderung behindern. Etwa die Hälfte des Verlaufs ist begradigt und hat dadurch dort gleichbleibende Tiefe, Strömung und Flussbett. In vielen Bereichen ist das Ufer befestigt, nur etwa die Hälfte des Verlaufs ist naturnah. Die Äsche ist stark bedroht und die Nase ausgestorben.
Die Sempt ist nach der Europäischen Wasserrahmenrichtlinie (WRRL) in zwei gewässerökologische Abschnitte eingeteilt, den Ober- und den Unterlauf. Beide verfehlen eindeutig den erstrebten „Guten Ökologischen Zustand“ der WRRL.